# Canterbury United Dragons
El Canterbury United Dragons (anteriormente conocido como Canterbury United Football Club) es una franquicia de fútbol de la ciudad de Christchurch, en Nueva Zelanda. Fue fundada el 7 de abril de 2004 y jugaba en la Premiership, primera división de Nueva Zelanda, que fue terminada en 2021 dado el cambio de estructura del fútbol neozelandés implementado por la NZF.
A pesar de finalizar en el último lugar en dos ocasiones, en dos campeonatos fue subcampeón, cayendo en la gran final. En el NZFC 2005/06 perdió en los penales ante el Auckland City y en la edición 2009/10 cayó ante el Waitakere United.

## Historia

### Inicios
La región de Canterbury fue escogida en 2004 como una de las 8 regiones que presentarían un equipo al Campeonato de Fútbol de Nueva Zelanda. Varios equipos de dicha región se agruparon y formaron formalmente el Canterbury United Football Club. En la primera temporada, la 2004/05, finalizó 4.º, a 4 puntos del 3.º y último clasificado a los playoffs, el Waikato FC. En 2005/06 llegó al 3.º puesto y en los playoffs alcanzó la final, que perdió por penales frente al Auckland City FC. En la temporada siguiente fue 4.º nuevamente y se perdió la posibilidad de llegar a los playoffs.

### Cambio de escudo y nombre
En el año 2007 se tomó la decisión de cambiar el escudo del club y modificar el nombre a Canterbury United Dragons. Pero el buen panorama se ennegrecería, por dos temporadas consecutivas (2007/08 y 2008/09) el Canterbury terminó último, sumando solamente 20 puntos en 35 partidos jugados. La situación del club era lamentable y amenazaba con la desintegración de la franquicia por culpa de los malos resultados, sin embargo, el club fue subcampeón en 2009/10 y alejó los fantasmas de la desintegración o desafiliación de la ASB Premiership. En la edición 2010/11 terminó 4.º en la fase regular y 3.º en los playoffs.

### Esperanza y fracaso
Luego de finalizar segundo en la fase regular, afrontó las semifinales de la ASB Premiership 2011/12 contra el Waitakere United, ganó la ida 1-0, pero cayó en la vuelta 5-2 y quedó sin chances de alzarse campeón de Nueva Zelanda por primera vez o de clasificar a la Liga de Campeones de la OFC.
Volvió a clasificar a los playoffs en la edición 2012/13, pero cayó a manos del Auckland City en semifinales. En la temporada 2013/14 quedó eliminado de los playoffs tras perder ante el Waitakere United en el último partido de la fase regular. En la edición 2014/15 terminó penúltimo luego de una decepcionante campaña.

## Datos del Club
- Temporadas en la Premiership de Nueva Zelanda: 14 (Todas)
- Mejor puesto en la fase regular: 2.º (2011-12)
- Peor puesto en la fase regular: 8.º (2007-08, 2008-09 y 2014-15)
- Mejor puesto en los playoffs: Subcampeón (2005-06 y 2009-10)
- Mayor goleada conseguida:
  - En campeonatos nacionales: 9-1 vs. YoungHeart Manawatu (2011-12)
- Mayor goleada recibida:
  - En campeonatos nacionales: 1-9 vs. Waitakere United (2007-08)

## Estadio
El Canterbury United juega en el English Park, que es un estadio multiuso en Christchurch con capacidad para 8000 personas.

## Jugadores
Varios jugadores del Canterbury han integrado la selección neozelandesa, como Ben Sigmund, James Bannatyne, Andrew Barron, Jeremy Brockie, Aaron Clapham, Greg Draper, Brent Fisher y Cole Peverley. También han integrado diversas plantillas jugadores internacionales de las Islas Salomón: Henry Fa'arodo, Gagame Feni y Batram Suri; así como de Papúa Nueva Guinea: Nigel Dabingyaba, Felix Komolong y George Slefendorfas, quien fue goleador de la ASB Premiership 2011-12.

## Palmarés

### Canterbury United Youth
- Liga Juvenil de Nueva Zelanda (2): 2010 y 2011-12.